# Traité naval de Washington
Pour les articles homonymes, voir Accords de Washington.
traité naval de Londres
Le traité naval de Washington limita les armements maritimes de ses cinq signataires : les États-Unis, le Royaume-Uni, le Japon, la France et l'Italie.
Le traité fut développé lors de la conférence navale de Washington qui se tint à Washington du 12 novembre 1921 au 6 février 1922 sous la présidence de Warren Gamaliel Harding, président des États-Unis, et fut signé par les représentants des pays membres le 6 février.
Les termes du traité furent modifiés par le traité naval de Londres de 1930 et le second traité naval de Londres de 1936. Lors de ce dernier, le Japon avait publiquement déclaré ne plus compter obéir aux limitations imposées par le précédent, et l'Italie l'ignorait secrètement. L'Allemagne ne fut jamais concernée par les traités de Washington et de Londres, ses constructions navales étant contrôlées par le traité de Versailles.
De ce fait, plusieurs vieux bâtiments ont été mis hors service ou ont subi des modifications majeures.

## Origines
Le traité naval de Washington s'inscrit dans le contexte de la promotion d'une réduction des armements qui était l'une des premières raisons d'être de la S.D.N naissante. Au lendemain de la Première Guerre mondiale l'Empire britannique avait la marine la plus grande et la plus puissante du monde, suivie de près par les États-Unis, puis, de plus loin, par l’empire du Japon. Tous les trois se lancèrent dans de vastes programmes de construction de nouveaux navires principaux (cuirassés et croiseurs de bataille). En 1920, les États-Unis avaient déclaré l'objectif de construire une marine « qui ne soit dépassée par personne » et avaient déjà mis sur cale cinq cuirassés et quatre croiseurs de bataille. Le Japon démarrait un projet de flotte huit-huit (huit cuirassés et autant de croiseurs). Au début de 1921 les Britanniques commandèrent quatre très grands croiseurs de bataille d'un type nouveau et prévoyaient quatre cuirassés correspondants. Cette éclosion de nouveaux navires majeurs alimenta la peur d'une nouvelle course à l'armement naval, similaire à la compétition des « Dreadnought » entre l'Allemagne et la Grande-Bretagne qui mena, en partie, à la Première Guerre mondiale.
À cette époque, la puissance économique des États-Unis était considérablement supérieure à celle de leurs rivaux potentiels. Son produit intérieur brut valait environ trois fois celui de la Grande-Bretagne et six fois celui du Japon. Même si les États-Unis avaient la faculté économique de dépasser les autres puissances navales en termes de construction, la montée de l'isolationnisme impliquait que le soutien politique interne pour quelque chose d'aussi ambitieux manquait. Les empires japonais et britannique étaient liés par l'Alliance anglo-japonaise qui incluait une défense mutuelle. La perspective d'un traité de limitation navale offrit au gouvernement américain une chance de satisfaire le sentiment isolationniste dans son pays tout en offrant aux gouvernements japonais et britannique un équilibre des forces (face aux États-Unis) plus favorable que celui qu'ils auraient pu obtenir par leurs chantiers navals. Tenues par leur engagement à un traité multipartite sur lequel elle ne possédaient pas de réelle force de pression à titre propre, les marines italienne et française par contre ont pu se voir pénalisées d'être soumises à des limitations arbitraires de parité qui se révéleront pour elles contraignantes et difficiles à observer.

## L'influence de l'analyse cryptographique sur le traité
Ce que les participants à la conférence ne surent pas, c'était que la Black Chamber, unité d'espionnage américaine spécialisée dans la cryptanalyse, dont le siège était à New York, et sous la direction de Herbert Yardley, interceptait et déchiffrait quelques-unes des lettres des délégations vers et depuis leur capitale. La délégation japonaise fut parmi les plus espionnées, et les négociateurs américains ont pu connaître le prix minimum qu'ils pouvaient accepter, et au-dessous duquel ils quitteraient la conférence. De ce fait, le prix choisi ne satisfera pas la marine impériale japonaise, ni d'ailleurs les groupes ultra-nationalistes émergents au Japon. Le prix qu'accepta le gouvernement japonais fut la cause de beaucoup de suspicions et d'accusations entre les politiciens du ministère japonais de la Marine et les officiers de la marine de ce pays bien qu'une marine militaire partie de quasiment rien soit officiellement acceptée au troisième rang mondial devant les grandes puissances d'Europe continentale en une trentaine d'années d'expansion.

## Termes
| Tonnages autorisés |                     |                |        |
| Pays               | Navires de bataille | Porte-avions   | Nombre |
| Empire britannique | 580 450 tonnes      | 135 000 tonnes | 22     |
| États-Unis         | 500 600 tonnes      | 135 000 tonnes | 18     |
| Japon              | 301 320 tonnes      | 81 000 tonnes  | 10     |
| France             | 220 170 tonnes      | 60 000 tonnes  | 10     |
| Italie             | 180 800 tonnes      | 60 000 tonnes  | 10     |

Après avoir stipulé quelques exceptions pour les navires déjà en service et ceux en construction, le traité limitait le tonnage total de grands navires de bataille pour chacun des signataires aux valeurs indiquées à droite. Pour l'Empire britannique, il s'agissait de la somme de ses flottes : celle du Royaume-Uni et les flottes australienne, canadienne, indienne et néo-zélandaise. De plus, aucun navire ne devait dépasser un déplacement de 35 000 tonnes (anglaises de 1 016 kg), ou porter un canon d'un calibre dépassant 16 pouces (406 mm).
Le tonnage fut défini dans le traité comme excluant le carburant (et l'eau des chaudières), le Royaume-Uni argumentant que la nature globale de ses activités exigeait plus de carburant dans les soutes de ses navires et qu'elle ne devait pas en être pénalisée.
Les porte-avions furent traités à part par le traité. En plus d'une limitation en tonnage global, des règles fixant la taille maximum de ces navires furent fixées. Chaque pays n'avait droit qu'à deux porte-avions de plus de 27 000 tonnes, lesquels ne devaient pas dépasser 33 000 tonnes chacun - cette exception était en fait pensée pour permettre de convertir certains croiseurs de bataille en cours de construction en porte-avions, elle donnera naissance à certains des plus célèbres porte-avions de l'Histoire, les classes Lexington, Akagi et Courageous. Le calibre maximum des canons portés par les porte-avions était limité à celui applicable aux croiseurs, pour qu'un cuirassé ne puisse être doté de quelques aéronefs et désigné comme porte-avions.
En ce qui concernait les croiseurs, leur tonnage ne devait pas dépasser 10 000 tonnes et leur artillerie principale le calibre de 8 pouces (203 mm).
Toutes les marines se mirent à construire des croiseurs dits « Washington » en fonction de ces limites. La France mit ainsi sur cale en 1925 le Duquesne et le Tourville. Ils seront suivis de cinq autres croiseurs « de 1re classe », les quatre de la classe Suffren : Suffren, Dupleix, Colbert, Foch et l'Algérie. Le Royaume-Uni en réalisera 13 de la classe County, dont deux pour le compte de l’Australie, qui s'ajouteront à trois croiseurs de la classe Hawkins, armés de sept canons de 7,5 pouces (190,5 mm, antérieurs au traité de Washington, et auxquels s'ajouteront deux croiseurs armés seulement de six pièces de 203 mm, les HMS Exeter et York. Les États-Unis construiront 18 « croiseurs lourds », les deux premiers portant dix canons de 203 mm (deux tourelles triples superposées à deux tourelles doubles), les autres portant trois tourelles triples de 203 mm. Le Japon en construira 12, quatre armés de six canons de 200 mm et huit armés de dix canons de 203 mm, et l'Italie 7 ( Trieste, Trento, Zara, Fiume, Pola, Gorizia et Bolzano).
Les premiers bâtiments construits étaient pratiquement dépourvus de blindage, à tel point qu’ils se virent qualifiés de « tinclad ships », c’est-à-dire navire de guerre en fer blanc. Les derniers, comme les sept de la classe New Orleans et l'USS Wichita, ou l'Algérie se virent dotés d’une protection convenable, c'est-à-dire une ceinture blindée de 125 mm d’épaisseur.
Toutefois, le coût élevé de ces unités devait rapidement amener, dans le même temps, la réalisation de croiseurs plus modestes. Dans ce domaine, la France avait montré l’exemple, en mettant en chantier dès 1922 trois croiseurs dits de 8 000 tonnes (en fait, 7 300) de la classe Duguay-Trouin. Sous les noms de Duguay-Trouin, Lamotte-Picquet et Primauguet, ils étaient armés de huit pièces de 155 mm en quatre tourelles doubles. Après le York et l'Exeter de 8 300 tonnes, l’Angleterre entreprend, à partir de 1929, la construction de huit unités de 7 000 tonnes (classe Leander), armés de huit pièces de 6 pouces (152 mm). L’Italie mettra sur cale en 1928 les quatre premiers «Incrociatori legeri » de la série des douze navires de classe Condottieri. Ceux-ci déplaçaient 5 200 tonnes et étaient armés de huit pièces de 152 mm. Quant à l'Allemagne qui n'était pas partie au Traité de Washington, mais était soumise aux stipulations du traité de Versailles qui limitait le déplacement de ses croiseurs à 6 000 tonnes, elle construit des croiseurs légers armés de neuf pièces de 150 mm.
Devant cette situation, les signataires du traité de Washington estimèrent nécessaire d’apporter à ce traité un complément plus spécifiquement adapté au problème des croiseurs. Signé le 22 avril 1930, le Traité de Londres définira deux types :
- le type « A », avec des limites de déplacement et de calibre de l’artillerie principale qui étaient celles définies en 1922 à Washington, à savoir 10 000 tonneaux et 203 mm. La construction de ces croiseurs était interdite pour l'avenir ;
- le type « B » dont l’artillerie ne devait pas dépasser le calibre de 155 mm. Cette valeur avait été choisie en fonction des croiseurs français de la classe Duguay-Trouin, afin que ceux-ci puissent entrer dans cette catégorie.

Le traité de Londres comportait de surcroît un mécanisme complexe de limitation du déplacement total des croiseurs par pays, et des conditions de remplacement que la France refusa, très préoccupée par la construction en Allemagne de la classe Deutschland, et l'Italie refusa également ces stipulations.
Aucune limite de déplacement, ni du nombre de pièces d'artillerie n’était toutefois fixée pour les croiseurs dits « légers ». Aussitôt, dans son Premier Plan de réarmement naval de 1930, la Marine impériale japonaise a lancé la construction de la classe Mogami, portant quinze canons de 155 mm en cinq tourelles triples, sans concession sur le blindage, ni la vitesse, et affichant un déplacement sous-évalué de 8 500 tonneaux. Les États-Unis ont riposté immédiatement avec la classe Brooklyn, qui porte aussi cinq tourelles triples de 152 mm. Le Royaume-Uni se voit contraint d'abandonner ses projets de croiseurs des classes Leander et Arethusa portant respectivement huit canons et six canons de 152 mm et lance la construction de la classe Town portant douze pièces de 152 mm, en quatre tourelles triples, avec un déplacement de plus de 11 000 tonnes. En 1939-1940, le Japon, qui a annoncé en 1934, qu'il ne se soumettra plus à aucune stipulation d'un traité de désarmement naval, installera, sur la classe Mogami, des tourelles doubles de 203 mm à la place des tourelles triples de 155 mm.
S'agissant des fortifications et des bases navales, les États-Unis, l'Empire britannique et le Japon convinrent de maintenir le statu quo existant au moment de la signature. Aucune nouvelle fortification ou nouvelle base ne pouvait être établie, et les bases et défenses existantes ne pouvaient plus être améliorée dans les territoires et possessions listées. En règle générale, les aires spécifiées autorisaient la construction sur les côtes principales des pays, mais pas sur de petites îles. Par exemple, les États-Unis pouvaient construire à Hawaï et en Alaska mais pas aux îles Aléoutiennes. De même l'Empire britannique, « considéré par le traité comme une seule entité », pouvait améliorer les bases en Grande-Bretagne, Australie, etc., mais pas celle de Hong Kong. Le Japon pouvait construire sur son propre archipel, mais pas à Taïwan.
Les signataires du traité étaient autorisés à remplacer ou construire des navires dans la limite des termes de celui-ci, mais toute construction ou remplacement devait être directement communiqué aux quatre autres pays signataires .
Le 29 décembre 1934, le gouvernement japonais signala qu'il comptait mettre fin au traité. Ses dispositions restèrent en vigueur jusque fin 1936, et il ne fut pas renouvelé.

## Conséquences

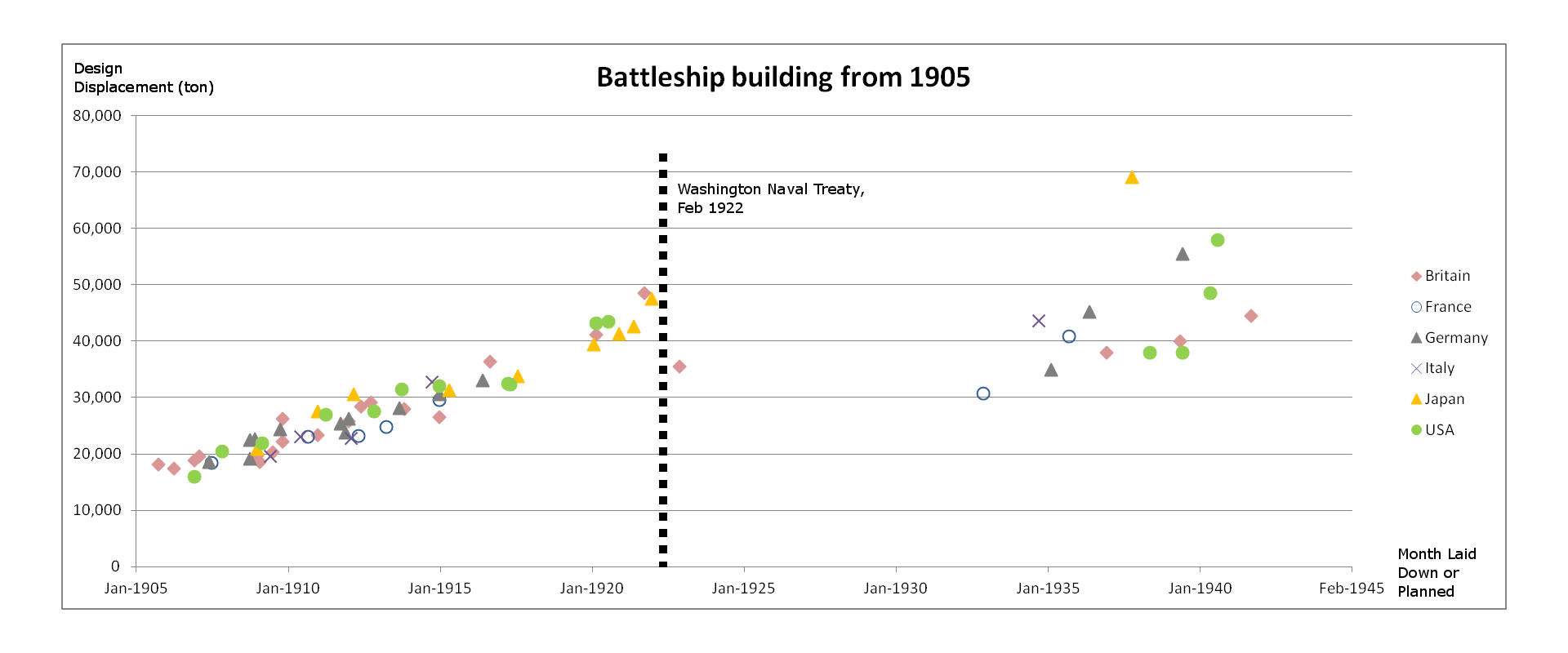
Les effets du Traité se manifestèrent par une pause dans la course au gigantisme des navires, et par un arrêt des constructions neuves pendant plus d'une décennie.

En Europe, le traité changea les programmes de construction de la plupart des signataires. Les Britanniques abandonnèrent les cuirassés N3 et croiseurs de bataille G3. Presque toutes les puissances construisirent de nouveaux modèles dans la nouvelle catégorie des « croiseurs lourds », mais dans le même temps peu de nouveaux cuirassés virent le jour. À la place, d'importantes modifications furent effectuées sur les cuirassés et croiseurs de bataille existant, si bien que certaines flottes de la Seconde Guerre mondiale consistèrent principalement en des navires mis sur cale avant la fin de la Première Guerre mondiale. Les États-Unis ne construisirent aucun nouveau cuirassé avant la mise sur cale du North Carolina en 1937, après un arrêt de presque 20 ans.
Nombre de tentatives furent effectuées pour construire de nouveaux cuirassés dans les limites du traité. La nécessité d'améliorer la puissance de feu et le blindage tout en limitant le tonnage résulta dans des conceptions innovantes comme celle de la classe Nelson britannique (basée en partie sur le G3) et des deux Richelieu français.
De façon générale l'efficacité des navires se mesure à leur vitesse, leur blindage et leur puissance de feu. Le tonnage dépend de la longueur du navire qui permet de le rendre plus rapide. Chaque pays procéda différemment pour contourner le traité. Les États-Unis utilisèrent des chaudières à haute résistance pour rendre rapides des navires plus petits. L'Allemagne utilisa de meilleurs aciers pour améliorer la défense tout en réduisant le tonnage.
Les chantiers navals allemands s'équipèrent pour réaliser des coques de navires aux tôles assemblées bord à bord par soudure à l'arc électrique réalisant ainsi une substantielle économie de poids (élimination des rivets et du recouvrement des tôles utilisés en construction traditionnelle) la propulsion avec des moteurs Diesel augmentait le rayon d'action et diminuait drastiquement le poids (ou déplacement) permettant d'installer des canons plus gros et un blindage plus épais: Les Cuirassés de poche de la classe Deutschland , parfaits pour faire la guerre aux transport maritime commercial inquiétèrent les amirauté françaises et britanniques , qui cherchèrent des parades.
La Grande-Bretagne construisit des navires prévus pour que du blindage puisse être ajouté après le début d'une guerre éventuelle, et dans le cas du Nelson et du Rodney, des espaces entre coques pouvaient être remplis d'eau pour fournir une défense supplémentaire. L'Italie a tout simplement menti sur le tonnage de ses navires. Le Japon se retira du traité en 1936, permettant de continuer les projets qui avaient déjà été lancés, ce qui comprenait l'armement du Yamato par des canons de 460 mm.
La plupart des pays européens ne s'intéressaient pas aux opérations militaires loin de leur territoire, et donc à la construction de porte-avions. Les Allemands et les Italiens ne se soucièrent pas de construire de porte-avions, la France se contentant de transformer un seul cuirassé en porte-avions, le Béarn. À la veille de la Seconde Guerre mondiale, la marine française décide la mise en chantier de deux porte-avions de classe Joffre, mais la défaite de juin 1940 met prématurément fin au projet. Le Royaume-Uni lança six nouveaux porte-avions, chacun en modèle unique après une longue pause entre 1922 et 1935.
Les Français étaient mécontents du traité. Ils déclarèrent qu'ils devaient avoir droit à une flotte plus grande que celle de l'Italie, puisque la France se devait de maintenir une flotte à la fois dans l'Atlantique et la Méditerranée, tandis que les Italiens n'avaient à être présents que dans la seconde - ce qui clairement leur permettait d'avoir une présence en Méditerranée surpassant celle de la France. Néanmoins, ils signèrent le traité, partiellement rassurés par leur alliance avec les Britanniques. L'effet du traité pour les États-Unis amena la conversion pour l'US Navy d'une flotte reposant sur les cuirassés vers une flotte reposant sur les porte-avions, choix qui fut payant lorsque le pays entra en guerre contre le Japon lors de la Seconde Guerre mondiale.
Les États-Unis construisirent six porte-avions dans les années de l'entre-deux-guerres sans compter l'antique Langley (CV-1), qui avait été converti en porte-hydravions pour permettre la construction du nouveau Wasp (CV-7). Après la fin du traité, ils lancèrent six nouveaux porte-avions, les premiers étant le Hornet (une copie du Yorktown), et l'Essex (CV-9), premier d'une classe qui allait devenir légendaire. Le Japon convertit des navires inachevés (le cuirassé Kaga et le croiseur de bataille Akagi) en porte-avions pour se plier au traité. Le Japon avait ainsi dix porte-avions au début de la Seconde Guerre mondiale.
Les États-Unis dépassaient la limite de tonnage de navires principaux (cuirassés et croiseurs de bataille) quand le traité fut ratifié et durent démanteler ou désarmer plusieurs vieux bâtiments pour s'y plier. En revanche, le seul porte-avions dont disposait la flotte américaine quand le traité fut signé était le CV-1 Langley (11 700 tonnes), un vraquier converti. Non seulement les porte-avions avaient une limite de tonnage à part, mais le Langley, en tant que vaisseau expérimental, ne comptait pas pour la valeur de tonnage. L'US Navy avait ainsi le champ libre pour construire des porte-avions.
Dans les années 1920, le département de la Marine avait une opinion négative sur le concept d'aéronavale malgré (ou peut-être du fait de) la démonstration de force de Billy Mitchell en 1921, qui utilisa des bombardiers de l'armée pour couler le cuirassé allemand capturé Ostfriesland. Cependant, pour satisfaire au traité, deux croiseurs de bataille de la classe Lexington (44 200 tonnes) encore en cours de construction, le Lexington et le Saratoga, devaient être utilisés autrement. Ils furent convertis en porte-avions (avec un tonnage réduit à 33 000 tonnes, même si ce choix ne fut préféré que de justesse à la ferraille. Cependant ils possédaient aussi des canons de 8 pouces, le calibre maximal autorisé par le traité pour des porte-avions de plus de 27 000 tonnes. Les porte-avions furent l'objet de quantité de méthodes de calcul inventives de leur tonnage, et étaient en réalité beaucoup plus près de 40 000 tonnes lors de leur mise en service.
En 1931, les États-Unis étaient encore bien en dessous de la limite du traité sur les porte-avions. Le Ranger fut le premier porte-avions américain conçu comme tel, aucun autre type de navires principaux ne pouvant être construit, et la Marine commença à intégrer les leçons des quatre premiers porte-avions dans la conception de deux nouveaux. En 1933, le Congrès vota le New Deal de F.D. Roosevelt, qui comprenait un budget de près de 40 M$ pour deux nouveaux porte-avions, qui seront le Yorktown (20 000 tonnes avec les méthodes de calcul appliquées, mais plutôt 25 000 en réalité) et l’Enterprise (identique). Toujours sous la limite des 135 000 tonnes, la coque du dernier porte-avions américain d'avant guerre construit dans le cadre du traité, le Wasp (15 000 tonnes, en réalité plutôt 20 000), fut posée en 1936. La flotte américaine de porte-avions atteignait maintenant les 135 000 tonnes et ne changea plus jusqu'à ce que le Japon dénonce le traité en 1936.

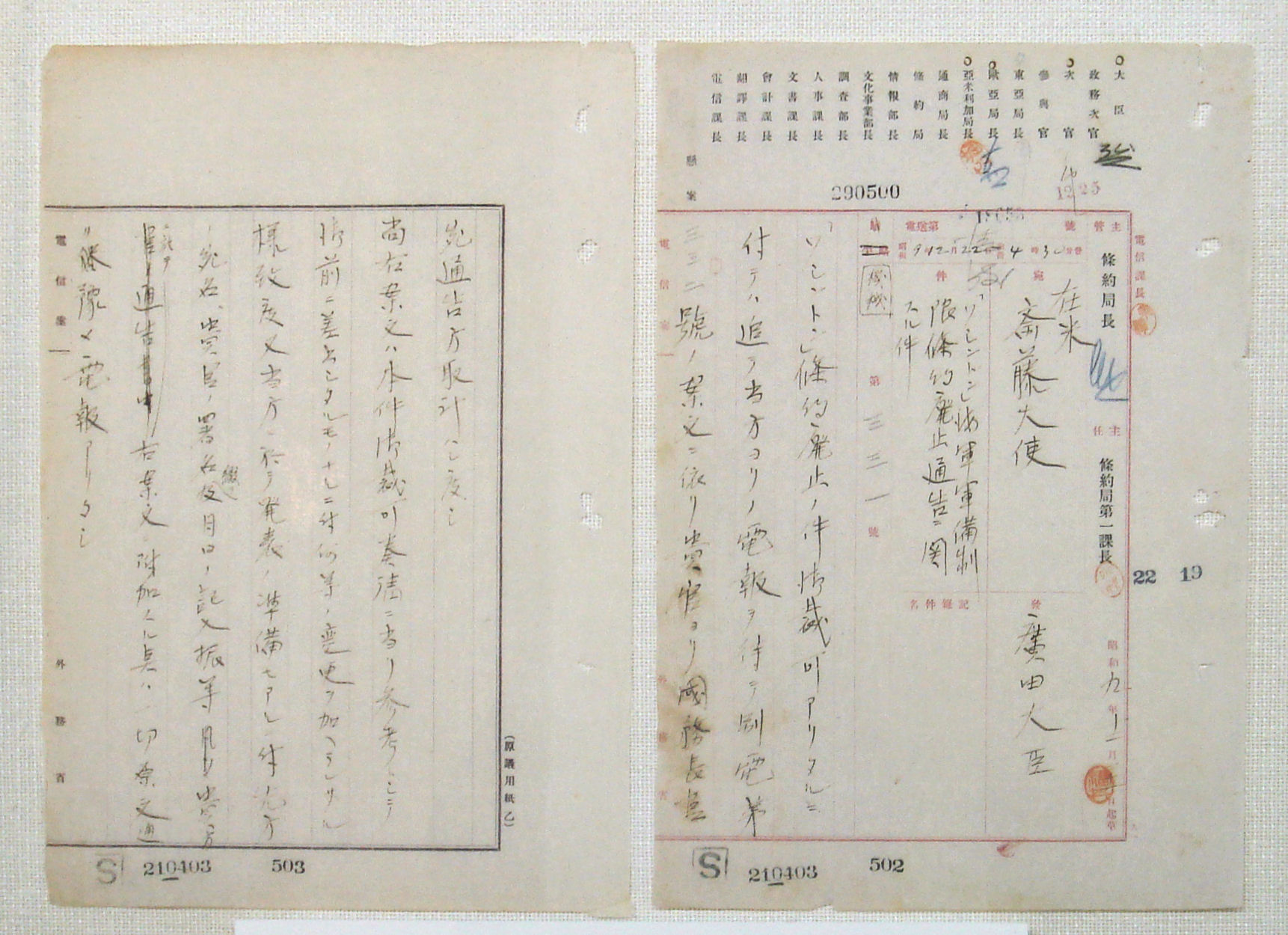
Déclaration japonaise du 29 décembre 1934 dénonçant le Traité naval de Washington

Le traité naval eut un profond effet sur les Japonais, dont beaucoup considéraient qu'il était une façon d'être mis en infériorité par rapport à l'Occident. Il contribua aussi à un schisme dans l’état-major de la marine impériale japonaise ; d'un côté se trouvait la faction d'officiers soutenant le traité, de l'autre les opposants qui trouvaient leurs alliés dans les éléments ultra-nationalistes de l'armée et d'autres corps du gouvernement. Pour les opposants au traité, celui-ci fut l'un des facteurs qui contribuèrent à la dégradation des rapports entre les États-Unis et l'empire du Japon. Son injustice, du moins aux yeux des Japonais, est aussi ce qui mena à la dénonciation de ses limites par le Japon en 1934. Isoroku Yamamoto, qui fut plus tard l'architecte de l'attaque de Pearl Harbor, soutint que le Japon devrait rester dans le Traité et fut regardé comme membre de la faction pro-occidentale. Son opinion était plus complexe, en réalité, et il comprenait que sans le traité les États-Unis pourraient surclasser le Japon par un rapport bien plus grand que 5 contre 3 en utilisant leur énorme capacité de production, qu'il connaissait pour avoir servi à l'ambassade du Japon à Washington. Il comprenait aussi que des « autres moyens » devraient être employés en cas de conflit (attaque surprise, bombardement stratégique), ce qui pourrait l'avoir mené à défendre en 1941 le plan d'attaque de Pearl Harbor. Cependant, il n'avait pas assez d'influence sur la marine ni sur le gouvernement, et le Japon quitta le traité en 1936.